# Thornycroft Mighty Antar

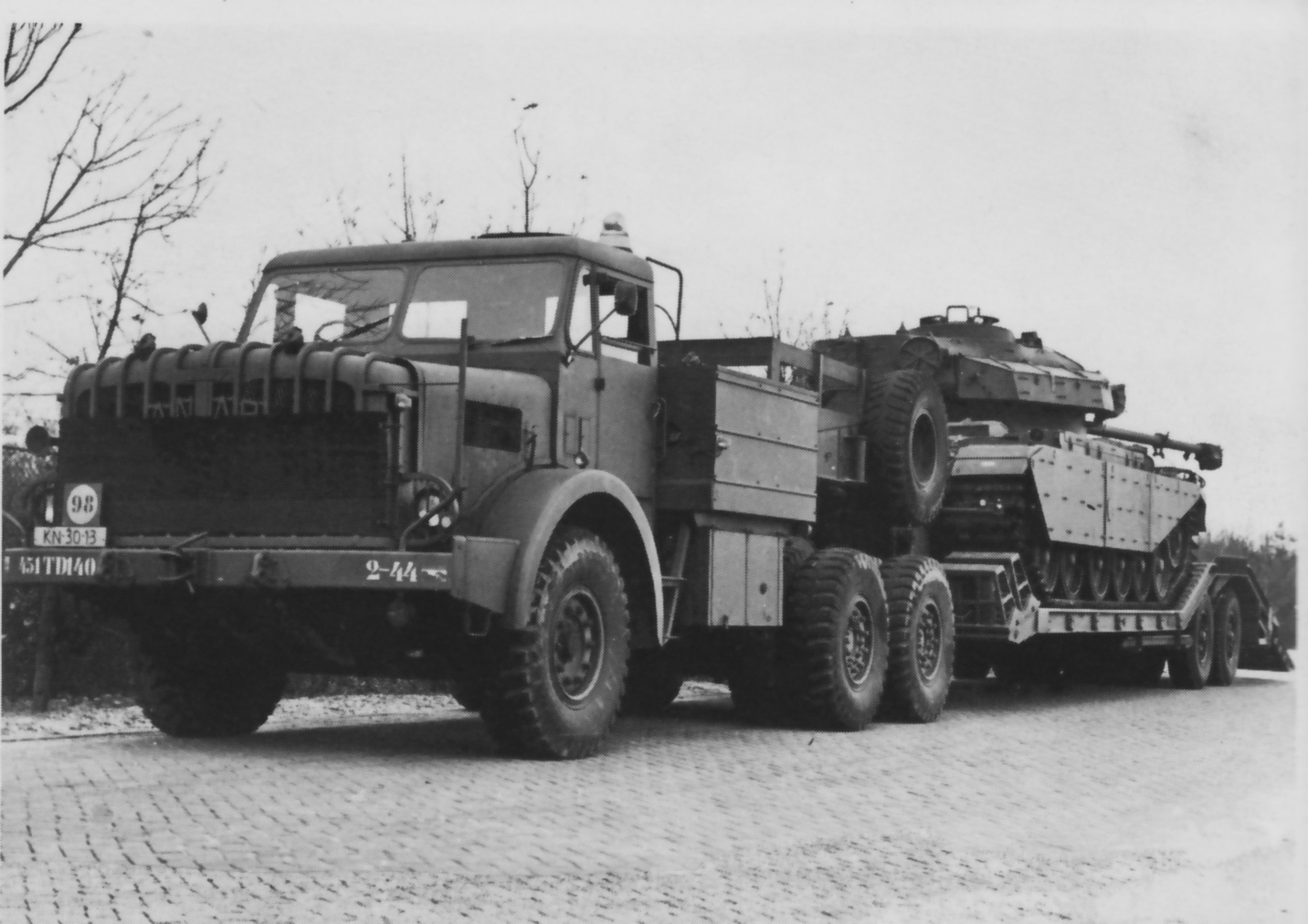
Mighty Antar trekker & Centurion tank

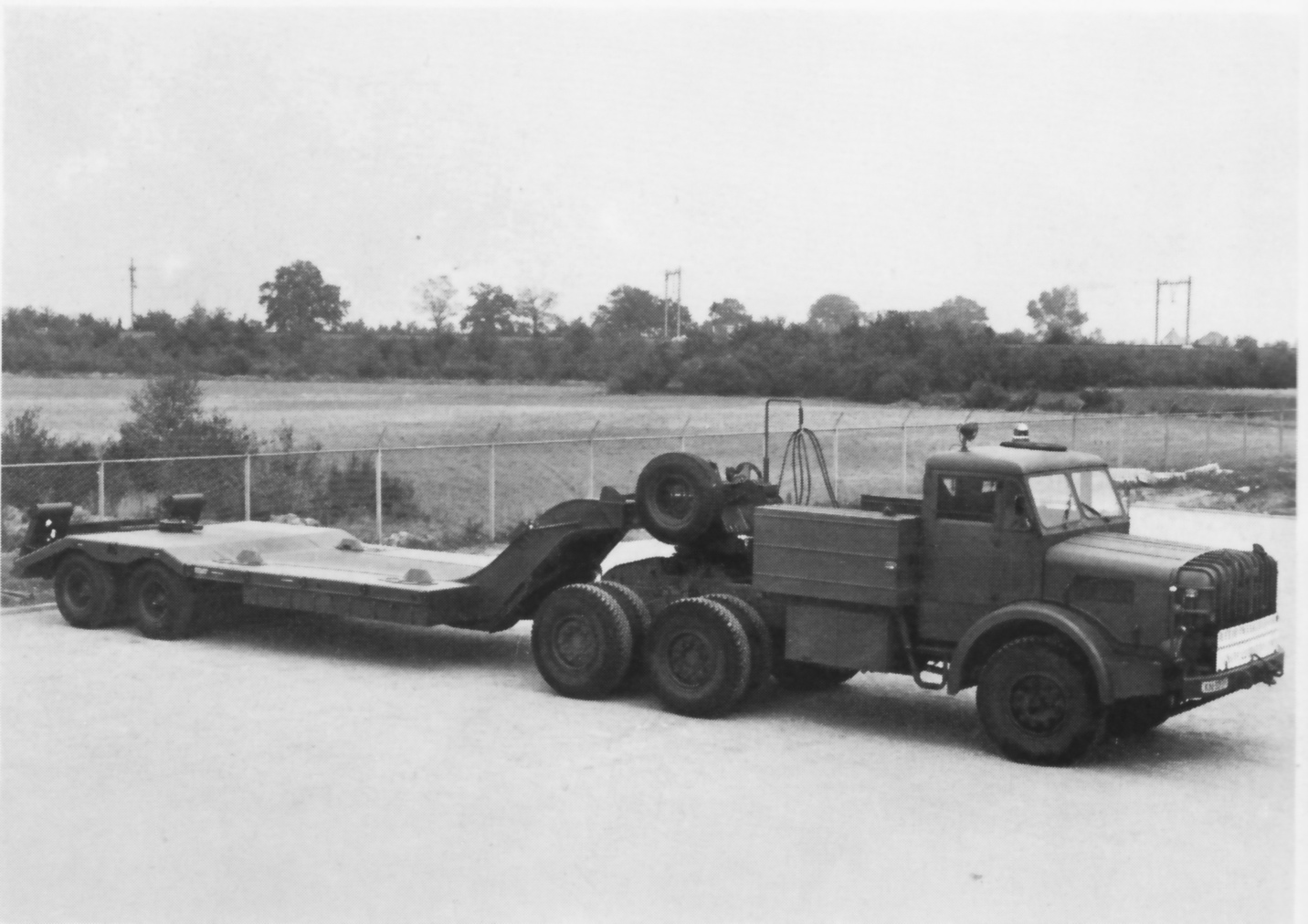
Mighty Antar trekker & DAF YTS 10060 oplegger

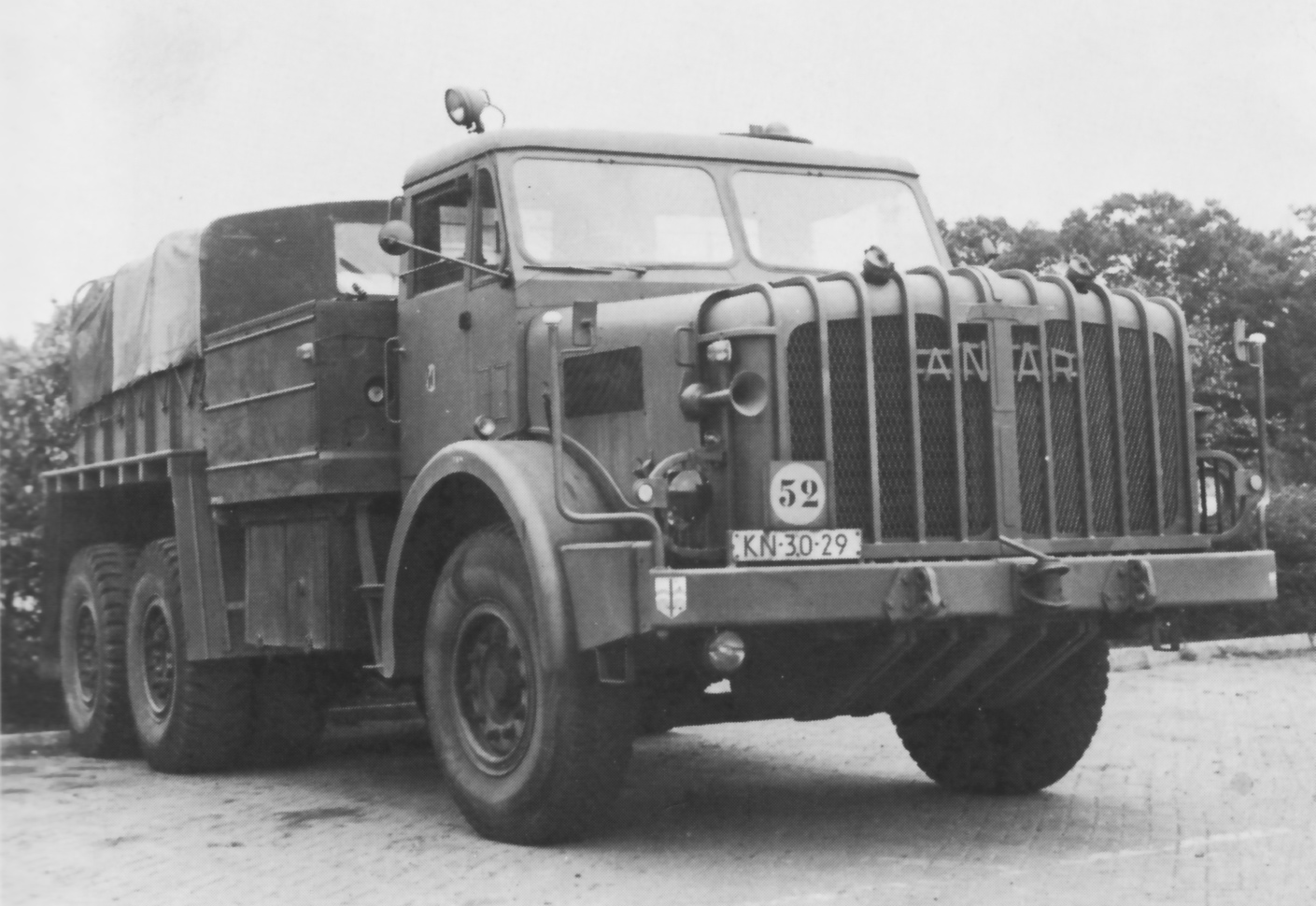
Mighty Antar ballast truck.

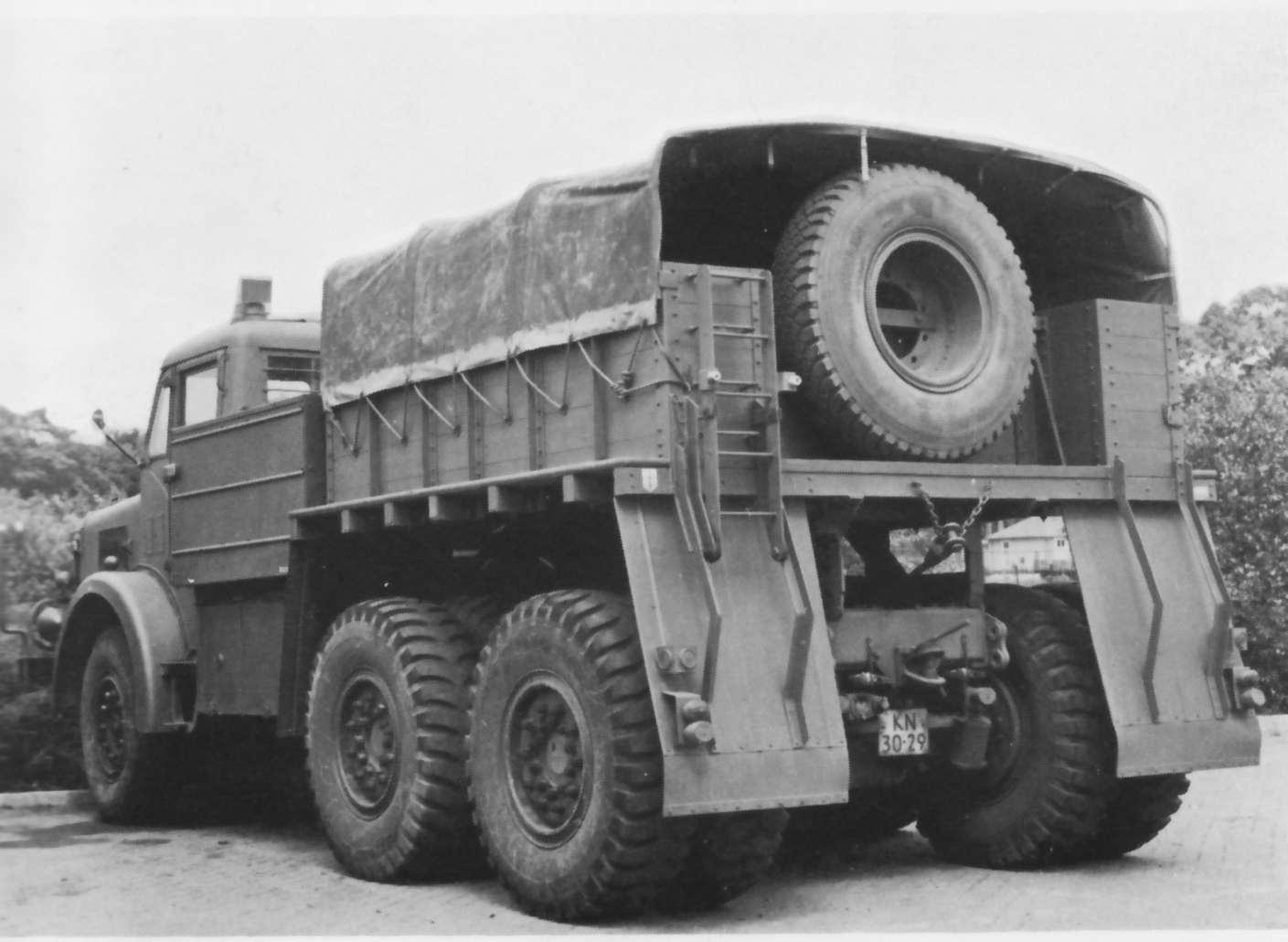
Ballast truck met laadbak.

De Mighty Antar is een zware truck gebouwd door de Engelse voertuigbouwer Thornycroft.

## Geschiedenis
Deze truck werd in de jaren vijftig bij de Koninklijke Landmacht in dienst gesteld als tanktransporter voor het vervoer van de 50-tons Centurion, als vervanger van de Diamond T M-20 tanktransporter, die voornamelijk bedoeld was voor het vervoer van de 30-tons M4 Shermans maar die voor de Centurions te licht was.
De Mighty Antar was oorspronkelijk ontwikkeld in de late jaren veertig als een civiele truck voor het vervoer van buizen in de olie-industrie. Het voertuig is vanaf het begin ontworpen voor het gebruik in ruw terrein en heeft daartoe 6 x 4 aandrijving met dubbele banden op beide aangedreven assen.

## Uitvoeringen
De Koninklijke Landmacht had twee uitvoeringen in gebruik:
1. Trekker, ten behoeve van de 50-tons DAF oplegger (YTS 10060).
2. Ballasttruck (met laadbak), ten behoeve van een 45-tons of een 50-tons Rogers aanhanger.

De ballasttruck werd vooral gebruikt voor zeer zware lasten onder moeilijke omstandigheden zoals nat of glad wegdek met weinig grip. De laadbak kon hiertoe met ballast verzwaard worden om meer tractie te krijgen op de aangedreven achterassen.
Beide trucks waren voorzien van een lier achter de cabine met een trekkracht van 22.500 kg, bestemd voor het laden van de oplegger of aanhanger indien de tank door een defect niet zelf kon oprijden.

## Technische gegevens

### Motor
De motor, de "Meteorite", was een ingekorte V8 versie van de V12 "Meteor" motor, gebruikt in de Centurion, die zelf weer was afgeleid van Rolls-Royce Merlin welke onder meer werd gebruikt in de Spitfire uit de Tweede Wereldoorlog. Deze benzinemotoren zijn, onder licentie, gemaakt door de Rover Co Ltd.
- Rolls Royce/Rover Meteorite Mk 204, achtcilinder benzinemotor, 60° V vorm.
- Dubbele bovenliggende nokkenassen met vier kopkleppen per cilinder.
- Twee carburateurs.
- Dubbele magneetontsteking, twee bougies per cilinder.
- Vloeistofgekoeld.
- Twee brandstoftanks met een capaciteit van 100 imperial gallon (4,546 liter).

### Transmissie
- 4-versnellings, constant mesh bak, ongesynchroniseerd.
- 3-gearing hulpversnellingsbak.
- Totaal aantal versnellingen 4x3=12
- Power take-off ten behoeve van de lier
- Twee aangedreven "wormdrive" achterassen met epicyclische vertraging

### Prestaties
- Vermogen:260 pk bij 2000 toerenmin.
- Max. snelheid: 45 km/u op vlakke weg

## Maten & gewichten
- Trekker (zonder oplegger)
  - Eigen gewicht: 20.830 kg
  - Lengte: 8150 mm
  - Breedte:3200 mm
  - Hoogte: 3050 mm
  - Wielbasis: 4720 mm

- Ballasttruck (zonder aanhanger)
  - Eigen gewicht: 20.300 kg
  - Lengte: 8440 mm
  - Breedte:3120 mm
  - Hoogte: 3050 mm
  - Wielbasis: 4720 mm
  - Laadvermogen (ballast) 15.500 kg

## Mark 3

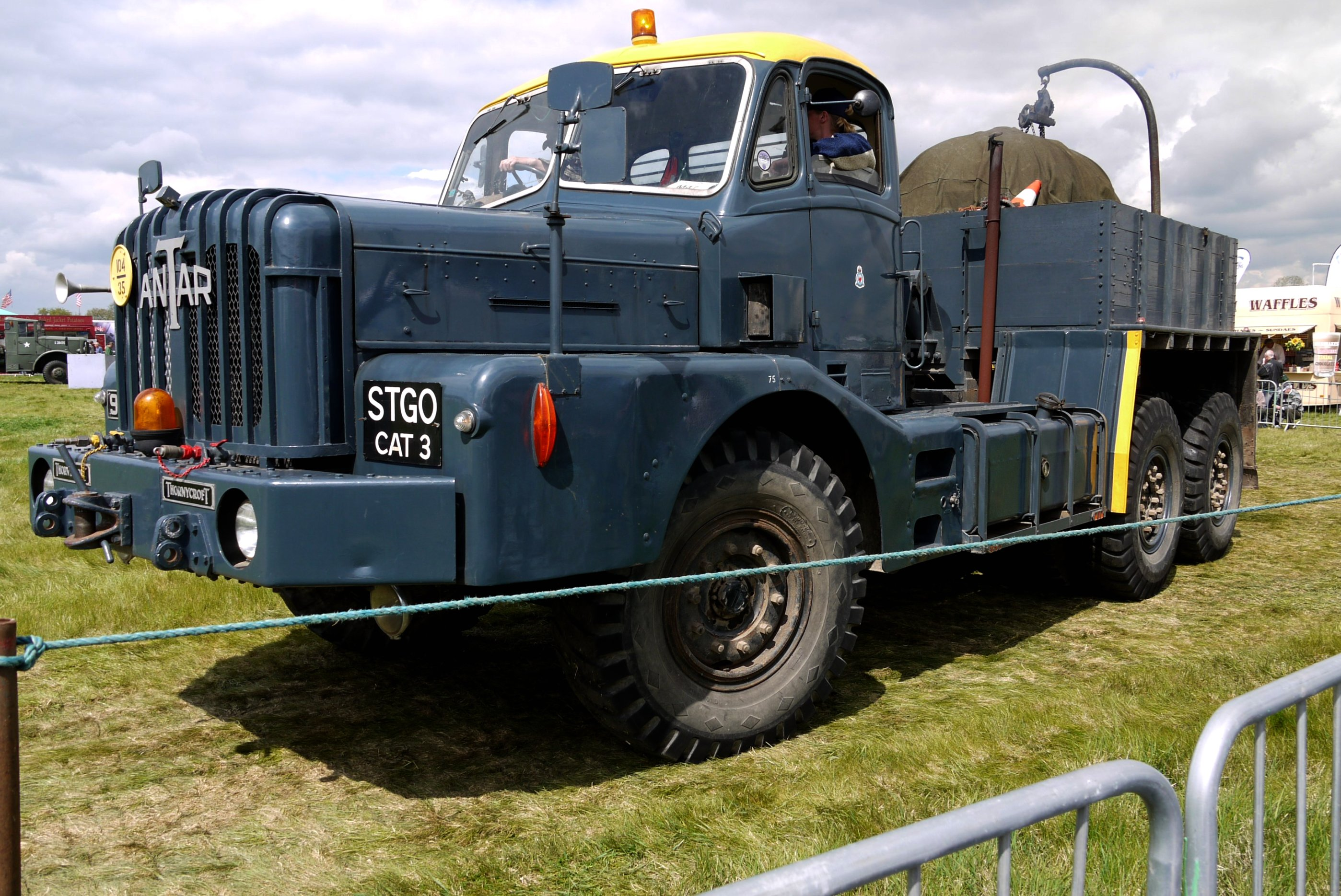
Antar MK3A ballasttruck voor de RAF

De hier beschreven trucks zijn door Antar doorontwikkeld en voorzien van een Rolls-Royce dieselmotor om het enorme benzineverbruik te beteugelen.
De dieselmotor van het type C8SFL had een vermogen van 333 pk en een cilinderinhoud van 16,2 liter. De motor had acht cilinders in lijn geplaatst en was minder breed dan de oude benzinemotor waar de cilinders in een V-opstelling stonden. Deze dieselvoertuigen werden aangeduid met type: MK3 en hadden een kleinere motorkap. De bestuurderscabine werd gemoderniseerd en het voertuig kreeg verder brede voorspatborden. De sterkere motor in combinatie met een nieuwe versnellingsbak met zes versnellingen maakte een hogere maximumsnelheid mogelijk van 52 km/u.
In maart 1958 werd een prototype geleverd. Na een uitgebreide test door het Britse leger werd het voertuig in productie genomen en in april 1961 werden de eerste exemplaren geleverd. Er waren, net als bij de Mark 2, twee uitvoeringen; een als oplegger, de MK3, en de trekker met ballastbox, de MK3A. Ze hadden een gewicht van 22 à 23 ton. De brandstoftank had een inhoud van 910 liter en op een volle tank kon de MK3 700 kilometer rijden. De voertuigen waren voorzien van een lier met een trekkracht van 20 ton. Het Britse leger heeft deze in dienst gesteld als vervanging voor de benzine uitvoering.
Ze werden gebruikt voor het transport van de Britse Centurions. Medio jaren zestig kwam de nieuwe en zwaardere Chieftain in dienst. In 1979 werd de plannen voor een vervanger van de MK3 bekendgemaakt. Na ruim 20 dienstjaren werden de laatste exemplaren vervangen door de Scammell Commander.
De Nederlandse Koninklijke Landmacht heeft de MK3 nooit in gebruik genomen maar begin jaren zeventig de Antars MK1 & 2 vervangen door de FTF 4050 tanktransporter.

## Naslagwerk
- E.W. van Popta & C.M. Schulten, Nederlandse Militaire Voertuigen, Unieboek BV: Bussum 1978, ISBN 90 296 4543 1